# Alfred Shrubb
Alfred (Alfie) Shrubb (Slinfold, 12 december 1879 – Bowmanville, 23 april 1964) was een Britse atleet, die gespecialiseerd was in de middellange en lange afstand. Hij werd meervoudig Engels kampioen op de 4 Engelse mijl, 10 Engelse mijl en het veldlopen. Ook het werelduurrecord hardlopen had hij in handen.

## Biografie

### Eerste recordhouder
Op 5 november 1904 wilde Alfred Shrubb de snelste man op de 10 Engelse mijl worden. In het Ibrox Park in Glasgow pikte hij en passant de records op de zes, zeven, acht en negen mijl en de tien kilometer mee. Door aansporing van het publiek liep hij met 18.742 m ook het eerste door de IAAF erkende werelduurrecord. "Toen ik de finish passeerde, was ik verbaasd dat de toeschouwers me aanspoorden verder te lopen. Ik realiseerde me pas later dat ze wilden dat ik doorging voor het uurrecord." Dit record hield ruim acht jaar stand, totdat het door de Fransman Jean Bouin op 6 juli 1913 in Stockholm werd verbeterd tot 19.021 m. Zijn amateurcarrière duurde van 1899 tot 1905. Daarna werd hij geschorst omdat hij zich zou hebben laten betalen voor het hardlopen.

### Professionele carrière
In zijn professionele carrière won hij ongeveer 1000 van de 1800 wedstrijden waarin hij gestart was. Op het toppunt van zijn sportieve loopbaan was hij onverslaanbaar op afstanden tot 15 Engelse mijl. Hij liep toen vaak tegen estafetteploegen, om zo de wedstrijd spannend te maken. Hij liep tien keer tegen de bekende marathonloper Tom Longboat, waarvan hij alle wedstrijden korter dan 20 mijl won en alle langere wedstrijden verloor.

### Coach van Harvard
In 1908 werd hij benoemd tot coach van het veldloopteam van de Harvard-universiteit, dat hij aan een nationale titel hielp. Van 1919 tot 1928 was hij trainer van de atletiekvereniging van de Universiteit van Oxford. Sinds 1928 woonde hij permanent in Canada.
Hij stierf op 85-jarige leeftijd in Bowmanville en wordt er jaarlijks herdacht middels de Alfie Shrubb Museum Run.

## Titels
- Engels kampioen 4 Engelse mijl 1901, 1902, 1903, 1904
- Engels kampioen 10 Engelse mijl 1901, 1902, 1903, 1904
- Engels kampioen veldlopen 1901, 1902, 1903, 1904

## Palmares

### veldlopen
- 1903:  Landencross - 46.23
- 1904:  Landencross - 47.59

- Library of Congress Control Number: nr2005004387
- Virtual International Authority File: 34412353
- WorldCat: E39PBJhxtJJttHw46FRptpcXVC